# Don Goldie
Don Goldie (* 5. Februar 1930 in Newark (New Jersey) als Donald Elliott Goldfield; † 19. November 1995 in Miami) war ein US-amerikanischer Jazz und Unterhaltungsmusiker (Trompete, Flügelhorn, auch Gesang). Goldie wird oft als „der beste Trompeter, der nie berühmt war“ bezeichnet.

## Leben und Wirken
Don Goldies Vater war der Trompeter Harry „Goldie“ Goldfield, der in den 1920er- und 1930er-Jahren in den Bands von Jan Garber, Paul Whiteman und Frankie Trumbauer spielte; seine Mutter war Claire St. Claire, die Konzertpianistin und Klavierlehrerin von George Gershwin war. Don begann in früher Kindheit zunächst Klavier zu lernen; im Alter von zehn Jahren wechselte er zur Trompete. 1948, im Alter von 18 Jahren, begann er im Riviera Club in Greenwich Village mit einer Band unter der Leitung von Art Hodes und Willie „The Lion“ Smith zu spielen. Mitte der 1950er-Jahre arbeitete er für kurze Zeit in der Band von Louis Armstrong, später im Jahrzehnt spielte er mit Tony Parenti (1957) und Joe Mooney (1957). Erste Plattenaufnahmen entstanden 1959, als er bei einer Columbia-Studiosession in einem Orchester unter Leitung von Ralph Burns die Sängerin Sylvia Syms begleitete (Torch Song).
Von 1959 bis 1963 arbeitete Goldie mit Jack Teagarden, als Solist zu hören in Stücken wie Aunt Hager’s Country Home (auf Jazz Maverick, Roulette 1960) und I Can’t Get Started (auf A Portrait of Mr. T., 1961). Des Weiteren arbeitete er bei Neal Hefti, den Red Allen All Stars, Buddy Rich, Earl Hines und Jackie Gleason
Ab den 1960er-Jahren veröffentlichte Goldie mehrere Alben, eines unter dem Pseudonym Billy Franklin. Sein Album Trumpet Caliente wurde von Manny Albam arrangiert. Im Bereich des Jazz war er laut Tom Lord zwischen 1959 und 1988 an 49 Aufnahmesessions beteiligt. 1978 arbeitete er außerdem mit dem Sir Douglas Quintet zusammen. Don Goldie beging 1995 in Miami Selbstmord.

## Würdigung
Ken Dryden verlieh Golides erstem Album Brilliant in Allmusic vier Sterne und schrieb, wie viele Trompeter, die in den 1950er- und 1960er-Jahren erwachsen wurden, wurde Don Goldie möglicherweise etwas zu spät geboren, um wirklich geschätzt zu werden. Die Studio-Session von 1961 für Argo sei eine seiner besten Platten unter eigenem Namen; sie zeige seine makellose Technik und seinen sanften Ton, der am besten mit dem des Kornettisten Ruby Braff verglichen werden kann. Hingegen meinte Marc Myers, Goldie sei ein solider, melodischer Spieler mit großartigem Ton gewesen, aber es habe ihm die „Storytelling“-Qualität von Bobby Hackett und Don Fagerquist oder die Seele von Charlie Shavers und Jonah Jones gefehlt.

## Diskographische Hinweise
- Brilliant! The Trumpet of Don Goldie (Argo. 1960) mit Eddie Higgins, Fred Rundquist, Richard Evans, Jimmy Cobb
- Trumpet Caliente (Argo, 1963), mit Leo Wright, Patti Bown, Barry Galbraith, Ben Tucker, Ed Shaughnessy, Willie Rodriguez, Ray Barretto, Manny Albam (arr, cond)
- Trumpet Exodus (Vwerve, 1963)
- The Golden Horn of Billy Franklin (Pickwick), mit Harry DiVito, Hank D’Amico, Johnny Varro, Whitey Mitchell, Mousie Alexander
- The Best of Jimmy McHugh (Jazz Forum Records, 1977)
- Reflections: Don Goldie & His Trumpet (1978), mit Dick Shepp
- Don Goldie's Dangerous Jazz Band (Jazzology, 1988)

## Lexikalischer Eintrag
- .Grove Music Online (8th ed.). Oxford University Pres